# Finkenflug (Naila)
Finkenflug ist ein Gemeindeteil der Stadt Naila im oberfränkischen Landkreis Hof in Bayern. Finkenflug liegt in der Gemarkung Naila.

## Geografie
Die Einöde liegt exponiert auf einem Höhenzug des Frankenwaldes. In der Nähe steht ein Funkmast und eine Antenne. Unmittelbar südlich führt eine Hochspannungsleitung vorbei. Eine Anliegerweg führt nach Dreigrün (0,7 km östlich).

## Geschichte
Finkenflug gehörte zur Realgemeinde Naila. Gegen Ende des 18. Jahrhunderts bestand Finkenflug aus einem Anwesen. Die Hochgerichtsbarkeit hatte das bayreuthische Vogteiamt Naila. Das Klosteramt Hof war Grundherr des Gutes.
Von 1797 bis 1810 unterstand Finkenflug dem Justiz- und Kammeramt Naila. Infolge des Ersten Gemeindeedikts wurde Finkenflug dem 1812 gebildeten Steuerdistrikt Naila und der zugleich entstandenen Munizipalgemeinde Naila zugewiesen. 1972 wurde bei Finkenflug ein Fernsehfüllsender errichtet. Am 16. September 1979 landeten acht DDR-Flüchtlinge mit einem Heißluftballon auf einem Feld bei Finkenflug (→ Ballonflucht).

### Einwohnerentwicklung
| Jahr      | 1799   | 1819  | 1861   | 1871   | 1885   | 1900   | 1925   | 1950   | 1961   | 1970   | 1987  |
| Einwohner | 4      | *     | 8      | 5      | 9      | 7      | 6      | 2      | 3      | 7      | 11    |
| Häuser    | 1      |       |        |        | 1      | 1      | 1      | 1      | 1      |        | 1     |
| Quelle    | [ 10 ] | [ 6 ] | [ 11 ] | [ 12 ] | [ 13 ] | [ 14 ] | [ 15 ] | [ 16 ] | [ 17 ] | [ 18 ] | [ 1 ] |

## Religion
Finkenflug ist evangelisch-lutherisch geprägt und bis heute in die Stadtkirche Naila gepfarrt.